# Карагезян, Семён Абрамович
Семён Абрамович Карагезян (арм. Սիմոն Ղարագյոզյան; 1923—1984) — советский спортсмен, Заслуженный тренер СССР по спортивной гимнастике. Судья всесоюзной категории (1951).

## Биография
Родился в 1923 году.
Был старшим тренером сборной Армянской ССР по спортивной гимнастике.
Среди его воспитанников — Г. Шагинян, А. Азарян, А. Азнавурян и другие.
Умер в 1984 году в Ереване. Похоронен на кладбище Нубарашена. Рядом с ним похоронены Маргарита Карагезян (1928—1997) и Карен Карагезян (1949—2000).

## Награды
- Орден «Знак Почёта» (27.04.1957) — за успехи, достигнутые в деле развития массового физкультурного движения в стране, повышения мастерства советских спортсменов, и успешное выступление на международных соревнованиях